# Bridgetown (Ohio)
Bridgetown es un lugar designado por el censo ubicado en el condado de Hamilton en el estado estadounidense de Ohio. En el Censo de 2010 tenía una población de 14407 habitantes y una densidad poblacional de 1.286,74 personas por km².

## Geografía
Bridgetown se encuentra ubicado en las coordenadas 39°9′18″N 84°38′9″O / 39.15500, -84.63583. Según la Oficina del Censo de los Estados Unidos, Bridgetown tiene una superficie total de 11.2 km², de la cual 11.2 km² corresponden a tierra firme y (0%) 0 km² es agua.

## Demografía
Según el censo de 2010, había 14407 personas residiendo en Bridgetown. La densidad de población era de 1.286,74 hab./km². De los 14407 habitantes, Bridgetown estaba compuesto por el 96.95% blancos, el 0.92% eran afroamericanos, el 0.08% eran amerindios, el 0.77% eran asiáticos, el 0.06% eran isleños del Pacífico, el 0.12% eran de otras razas y el 1.11% pertenecían a dos o más razas. Del total de la población el 0.76% eran hispanos o latinos de cualquier raza.